# 海野康志郎
海野 康志郎（うんの こうしろう、1987年12月15日 - ）は、山口県出身の競艇選手。山口支部所属。登録番号4324。95期。同じ競艇選手の海野ゆかりは従姉である。

## 来歴
従姉のゆかりの影響もあり、幼少時代から競艇選手を目指す。保育園の頃から将来は競艇選手になると言っていた。県立の小学校から山口大学付属小学校に低学年のときに試験を受け編入。そのまま山口大学付属中学校に進む。中学3年生時にやまと競艇学校の試験を受けるも血圧で不合格。野田学園高等学校進学後、やまと競艇学校2回目の試験で合格。95期生として2003年10月入学する。同期には峰竜太らがいる。
2004年11月19日、16歳で徳山競艇場でデビュー。22日には5走目で初勝利、水神祭となった。
2007年4月15日、下関競艇場での一般戦で初優勝。
2019年2月22日、下関競艇場で行われたG1第62回中国地区選手権において3コースからまくりを決めて、G1初優勝を決めた。

## 人物・エピソード
- 父は国立大学の教授、母は小学校の教員で五人兄弟の長男。
- 小学校時代は少年サッカー、中学校では野球部に所属。また小学校の頃からさまざまな習い事をしてきており、姉の影響を受け習字、ピアノ、日舞を習うが長続きしなかった。競艇学校の学科試験に向け塾、家庭教師、本人の意思ではドラム、少林寺拳法を習う。中でも少林寺拳法は毎年好成績を修め、中国地方代表で全国大会も常連だった。
- ブログを開設しており、2ちゃんねるでよく使われる用語や顔文字を多用したユニークな文章を書いている。
- 母方のいとこには、競輪選手の北津留翼がいる。

## 出演

### イベント
- 周南冬のツリーまつり　ファンタジックナイト（2014年12月23日、周南市御幸通り（山口県周南市））